# Циркуляр малих планет
Циркуляр малих планет (англ. Minor Planet Circular, MPC) — періодична (зазвичай у день повного Місяця) публікація Центру малих планет. У циркулярах публікують дані про спостереження, параметри орбіт та ефемериди незвичайних малих планет (астероїдів) та всіх комет. Видають від 1947 року (ISSN 07366884), спочатку обсерваторія Цинциннаті, а від 1978 року — Смітсонівська астрофізична обсерваторія.
У базі даних MPC є також відомості, зібрані до 1947 року, які надали спостерігачі.
Спостереження комет публікують повністю, а астероїдів попередньо узагальнюють за обсерваторіями. Повний варіант спостережень астероїдів доступний як щотижневі «додатки» — англ. Minor Planet Circulars Supplement, MPS, видавані від жовтня 1997 року (ISSN 1528-137X). Циркуляри також анонсують нумерацію та найменування нових астероїдів; повні дані щодо нових об'єктів містяться в англ. Minor Planet Circulars Orbit Supplement, MPO, видаваному від травня 2000 року (ISSN 21538530).
Електронний циркуляр малих планет (англ. Minor Planet Electronic Circular, MPEC) доступний від вересня 1993 року (ISSN 15236714), виходить «часто» (оновлення орбіт публікують щодня). Електронний циркуляр розглядають як «тимчасову публікацію»; всі матеріали пізніше публікують у MPC.